# Guglielmo Carubbi
Guglielmo Carubbi (* 20. August 1908 in Piacenza; † 18. Oktober 1964 in São Paulo, Brasilien) war ein italienischer Ruderer.

## Werdegang
Guglielmo Carubbi bildete mit Medardo Lamberti, Vittore Stocchi, Arturo Moroni, Amilcare Canevari, Giulio Lamberti, Medardo Galli, Benedetto Borella und Steuermann Angelo Polledri den italienischen Achter, der 1927 in Como Europameister wurde. Bei den Olympischen Sommerspielen 1928 in Amsterdam schied die gleiche Besatzung im Viertelfinale der Achter-Regatta aus. 
Moroni, Carubbi und Polledri gewannen 1930 zudem den Europameistertitel im Zweier mit Steuermann.